# Lawrence Geoffrey Power
Pour les articles homonymes, voir Power.
Lawrence Geoffrey Power (9 août 1841 – 12 septembre 1921) est un homme politique canadien qui fut président du Sénat.